# 特攻!アルテミス
『特攻!アルテミス』（とっこうあるてみす）は、森左智による日本の漫画作品。1995年から2000年まで『ヤングキング』（少年画報社）にて連載された。単行本21巻、文庫版全8巻。2001年には、監督：広田幹夫、主演：松田純でオリジナルビデオ化された。

## あらすじ
的場恵美は私立霞姫女学館に通う、典型的なお嬢様。しかし、実は彼女、レディース暴走族「平成巴御前 月姫」（へいせいともえごぜん アルテミス）の特攻隊長であった。

## 登場人物

### アルテミス
的場恵美（まとば めぐみ）
主人公。通称「狂犬メグ」で、皆からはメグと呼ばれる。中学3年の頃に友達の薬の代わりに売られ、不良に襲われたところを、流音らに助けられ、アルテミス入りする。初めは泣いてばかりだったが、徐々に頭角を現し、他の暴走族からも一目置かれる存在となる。初代メンバーが引退後に総長を継承する。一度は桃生河に憧れ、処女を捧げるが、アニーに託して別れ、杵島と結ばれる。ベラドンナの抗争により霞姫女学館を退学せざるを得なくなり、祝子、妙美とともに赤蘭高校へ転校する。
宗方流音（むなかた るね）
初代総長。通称ディアナ。私立赤蘭高校3年。中学1年の頃に母が病死し、空手の試合を優先した父を恨んで弟の一平と共に不良となる。中学3年になると父も試合中の事故で死に、空手道場を経営する祖父に引き取られ、立川から小金井に引っ越す。その後立川時代からの仲間の沙織、真穂、小金井の満希、ルミ、結花とアルテミスを結成する。母親譲りのパチンコで生計を立てている。引退後は信楽と結婚。空手の有段者。
乾沙織（いぬい さおり）
初代副長。初代メンバーの中では温厚な性格。普段は花屋で働いている。高校を卒業して絵を描く旅に出た3歳年上の日向誠（ひゅうが まこと）の帰りをずっと待っていた。
清水真穂（しみず まほ）
初代親衛隊長。毒舌家で悪戯好き。普段はカラオケパブのホステスをして、歌が上手い。
笹目満希（ささめ まき）
初代メンバー。中学3年の頃に自分のクラスに流音が転校して来て抗争となるが、両者が可愛がっていた心疾患を患う少女、早苗の死をきっかけに和解し、アルテミス入りする。普段は伯母の甘味処で働く。そこで常連客の東と恋に落ちる。
小鳥遊るみ（たかなし るみ）
初代メンバー。幼い頃に両親を亡くし、11歳年上の兄、征一と共にスナック「ミントタイム」を経営する。メグは入りたての頃はよく彼女に殴られた。引退後にロカビリアンの加藤雄二（かとう ゆうじ）とできちゃった結婚をする。
水際結花（みぎわ ゆか）
初代メンバー。寡黙な性格。普段は日野立山総合病院で准看護師として働く。
白石珠紀（しらいし たまき）
2代目メンバー。赤蘭高校2年。メグと仲がよい。元帥レディースに拉致されたところを一平に助け出され、彼と付き合う。料理は苦手。初代引退後に2代目親衛隊長となる。
古庄尚美（ふるしょう なおみ）
2代目メンバー。普段は美容院で見習いとして働く。同じ歳のメグが初代と同等に扱われることに嫉妬し、樹美登利（いつき みどり）、津田圭子（つだ けいこ）と共に一時反旗を翻すが結局和解、2代目特攻隊長となる。
結城篠文（ゆうき しのぶ）
2代目メンバー。ケーキ屋で働き、見た目も性格も子供っぽく、とてもレディースには見えない。親戚である結城将司に憧れるが、彼はメグに惚れていた事を知り、アルテミスを辞めて室橋と付き合う。
松本妙美（まつもと たえみ）
メグと同じ霞姫女学館に通うが、2年で別のクラスとなる。以前は堂門と付き合っていて、弟の悠弥も彼に懐いていたが、「紅威」を結成していた桃生河と堂門が仲たがいを起こした時、桃生河の舎弟だった須貝に弟を殺され、堂門とも別れる。その後紅威の元メンバーを皆殺しにするためにアルテミスに加わる。一時は堂門がメグに惚れていた事を知り、メグを恨むが和解し、堂門ともよりを戻す。途中参加ながら2代目副長となる。
奈良崎まどか（ならさき まどか）、三橋璃々（みはし りり）
共に小金井N中学3年。アルテミスに憧れ、憐獄華に特攻するも玉砕。かんなから「杵島に頼めば?」と言われ、杵島に会いに行くが、彼を怒らせてしまい、危うく犯されるところをメグに救われる。中学を卒業後に晴れて3代目メンバー（メグ達と彼女達の間の年齢のメンバーはいない）に。
渋谷摩利乃（しぶや まりの）
桃生河に憧れていた少女。芹の勧誘を蹴ったため、襲われそうになったところをメグに助けられ、3代目メンバーとなるが、短期間で捺紀と共に引退、保育士を目指す。
甘利捺紀（あまり なつき）
摩利乃の親友。広末涼子に似ている。頭脳プレー専門で喧嘩は摩利乃に任せている。彼女も3代目メンバーに。大人しい顔してベラドンナのアジトを爆破する過激な面もある。実家は保育園で、アルテミスを引退後摩利乃とともに月華・都・雪孝・空の面倒を見る。

### 黒叉悪隊（ブラックシャーク）
杵島鷹（きしま よう）
武蔵野市を拠点とする黒叉悪隊総長。杵島物産社長の御曹司。幼少時代から肌が黒い。小学、中学時代に番匠屋兄弟に虐められる過去を持つ。アルテミスとの抗争の際にメグと初めて出会う。その後親の命令で見合いに行かされると、何と相手はメグだった。こうして徐々にメグに好意を持っていく。一時は桃生河に敗れるも、ベラドンナとの戦いで遂にメグを自分に振り向かせる。メグから「伝説の男の証」を渡されるが、鬱金との決闘を終えると炎の中に投げ捨てる。その後、メグと結婚し、かねてから計画していた娘のエリザを儲ける。
神津美津子（こうず みつこ）
黒叉悪隊レディース総長。アルテミスを敵視する。極度のシンナー中毒で、挙句の果て番匠屋兄弟によって麻薬漬けにもされる。
鮫島芹（さめじま せり）
黒叉悪隊初代総長鮫島仁の妹で、杵島が唯一手を出せなかった女。ミツコを倒し、チーム名を「鬼哭」と改め黒叉悪隊から独立。手始めに憐獄華を襲い、かんなに重傷を負わせ、次にメグを狙うが、意地で這い上がったかんなに逆襲される。その後、番匠屋兄弟によって薬中毒にされたミツコとエミリに襲われていた摩利乃と捺紀を救う。

### 紅連曾
桃生河鳶生（ものうが とびお）
多摩地区最大の暴走族集団紅連曾2代目総会長。流音とは幼馴染で、普段は北城高校に通いながら、彼女の祖父が経営する空手道場で母の笙子と共にコーチを務める。「伝説の男の証」の継承者。ベラドンナとの戦いで脳に強い衝撃の影響で瀕死の重傷を負うが命は取り止め、その際に将来失明することを宣告されたが、治療の甲斐があり失明は免れた。その後プロの空手家を目指し、アメリカへ旅立ち、世界王座を獲得する。
宗方一平（むなかた いっぺい）
立川市の「スナイパー」総長。流音の弟。桃生河と同じ北城高校に通う2年生。メグとは仲が悪いが、その親友の珠紀と付き合っている。五人衆の一人。空手の有段者だが、姉の流音には頭が上がらない。
東健吾（あずま けんご）
八王子市の「竜騎兵」総長。対立する「闇将軍」総長の倉武によって口に大怪我を負い、マスクをしている。満希の恋人。引退後はパティシエ。五人衆の一人。5年後、口の怪我が治り、満希と結婚する。
黄楊熊策（つげ ゆうさく）
多摩市の「不動明王」総長。鹿児島県出身の通称「クマ」。祝子の彼氏。五人衆の一人。
鹿島修（かしま おさむ）
日野市の「血朱影」総長。溶接用のマスクをしている。結花に惚れている。五人衆の一人
本庄大介（ほんじょう だいすけ）
立川市の「是黯笊」総長。嘗ては桃生河と敵対していたが、敗れて軍門に下る。五人衆の一人。
明神祝子（みょうじん のりこ）
「愛染明王」総長。メグ等からは「ノン」と呼ばれている。大阪出身で愛染明王も大阪のレディースだったが、親友の副総長のゆりが角倉千秋に殺され、東京へ逃げ愛染明王を旗揚げした角倉に復讐するため上京。メグのクラスに転校してくる。クマとはよそ者同士として仲良くなる。
渡辺強（わたなべ つよし）
竜騎兵副長。うまく喋れない東の通訳係。引退後は交通機動隊入り。
小針観太（こばり かんた）
「ナイトメア」総長。一平と同級生。元帥との抗争で珠紀救出に一役買う。彼も引退後は交通機動隊へ。

### トマホーク
堂門正継（どうもん ただつぐ）
トマホーク総長。杵島同様大金持ちの御曹司（ただし彼の母は正妻ではなく愛人）で、やはりメグの見合い相手となり、メグに惚れていくが、結局妙美とよりを戻す。桃生河とは嘗て紅威として一緒に行動していたが、当時彼と付き合っていた百合子と寝てしまったことや、妙美の弟が殺された事件を機に決別、その後和解した。

### 憐獄華
大村環南（おおむら かんな）
三鷹市で「憐獄華」を旗揚げした総長。嘗て杵島に処女を捧げたものの捨てられ、レディースとなる。杵島がメグに惚れていることを知り、メグに挑戦状を叩き付ける。

### 麗牙死（レガシー）
結城将司（ゆうき しょうじ）
麗牙死特攻隊長。元紅威のメンバーで性格はおとなしく、キレやすい堂門のブレーキ役。彼もまた、メグに惚れていた。
室橋謙（むろはし けん）
麗牙死総長。しのぶに惚れ、アルテミスを辞めた彼女と付き合う。

### 悪朽憂霊（ワルキューレ）
真殿未来（まどの みく）
小学時代の杵島の初恋相手で、現在は長身を活かしたモデル。実は神奈川県の男女混合チーム「悪朽憂霊」の元総裁で、南雲の彼女。

### 元帥
南雲克則（なぐも かつのり）
町田市を拠点とする「元帥」10代目総長。中学時代に借金と暴力に明け暮れる父親から逃げる形で兄の徳丸幸二と共に家出し、兄の仲間のアパートで生活する。そんな中、兄が華里に殺害される。その後ボクシングを始め、プロを目指していたが、兄を襲撃したのが桃生河だと知ると、元帥の9代目総長を倒して総長となり、母の旧姓を名乗り、紅連の壊滅を狙う。この際左目を負傷し、普段はメガネをかけている。元帥総長と知らずに会ったメグは、彼が「イソノカツオ」と偽名を名乗ったことから、「カッちゃん」と呼んでいる。桃生河との決闘に敗れると、元帥を解散させ、プロボクサーを目指す生活に戻る。ちなみに、後継作品の『殴り屋』で、彼のその後の様子がうかがえる。
香月将貴（こうつき まさたか）
元帥斬込隊長として東や一平を襲撃するが、元帥解散後は輸血してくれた杵島の縁で黒叉悪隊に移籍する。南雲が悪人のふりをしているのは、2人だけの秘密。杵島物産顧問弁護士の息子。

### ベラドンナ
番匠屋鬱金（ばんしょうや うこん）
杵島とは幼馴染だったが、自分達が杵島の父親の私生児だったことを知ると、杵島を恨み始める。その後裏社会でトップに上り詰め、麻薬を売りさばく。高級コールガール組織「ベラドンナ」のボス「ルシファー」と名乗り、杵島だけでなく、メグ率いるアルテミスとも対立する。自分や銀司の影武者を作るなど、手段を選ばない。杵島との決闘に敗れた後、財産をすべて売却し百合子とともに海外へ姿を消すが逃亡先で狙撃され車椅子生活を余儀なくされる。
番匠屋銀司（ばんしょうや ぎんじ）
鬱金の双子の弟。中学時代に飛鳥宝石店へ養子に出され、病に倒れた実子に代わり飛鳥一郎と名乗り、年齢も5歳上に詐称し、宝石店を拡大し「ベリアル」と改め、須貝の父親の宝石店も買収する。更にメグの婚約者候補に名乗り出て、的場財閥の乗っ取りを図る。騒動が終結すると警察に自首する。
宮間百合子（みやま ゆりこ）
嘗ては桃生河の彼女だったが、諸事情で別れ、鬱金の愛人となり、彼等の悪事に手を貸す。友人と呼べる人はおらず、メグに対し挑戦を求めていたが敗北する。鬱金と共に海外へ逃亡するが逃亡先にて鬱金が狙撃に遭い生活そのものを介助している。
須貝希吏（すがい きり）
元紅威の桃生河の子分だったが、妙美の弟の悠弥を殺害し、教護院送りとなる。出所後は恵比寿で「アトリエ ヒナセ」を経営する母方の叔父の日向瀬敬之に預けられ、そこからメグの家の庭師見習いとして働いていたところ、事件を知った番匠屋兄弟に脅され、紅連の壊滅に利用されるが、亨介に助けられる。
エミリ
中学時代のメグの親友だったが、メグを騙して麻薬密売人に売り渡そうとした張本人。番匠屋兄弟と繋がりのある麻薬密売チーム「リリス」として再びメグを脅して麻薬を売りさばこうとするが、杵島と桃生河に制裁される。その後、鬱金率いるベラドンナとメグ率いるアルテミスの戦いにて麻薬中毒を引き起こし襲いかかった。

### 全多摩連合
松崎鋭基（まつざき えいき）
多摩地区の暴走族を束ね、「全多摩連合」を結成し、初代総頭に就く。対立する二十三区連合の総頭に親友の芦原が就いたことを知り、OBから二十三区と戦えと言う命令に拒否するが、仲間が殺されると芦原と決闘する決心がつく。だが芦原の子分に刺され、抗争を終結させるべく、バイクで壁に特攻し爆死する。その時のナイフは溶かされ、信楽の手によって「友情の証」としてのペンダントに作り替えられる。その際にペンダントに着ける刻印を「LEGACY・E」（『麗牙死（レガシー、LEGACY）』と『鋭基（えいき・E)』の意味）とするはずが、手違いで「LEGEND・E」とされてしまい、後にペンダントに本来の意味と違う「伝説の男の証」の名称が付けられてしまい、更に「最強の男の証」という本来の意味からかけ離れた称号が付けられてしまった。本作ではこのペンダントが、物語全体にかかわる最重要アイテムとして扱われている。
芦原洋一（あしはら よういち）
鋭基の死後更生し、暴走族専門雑誌「キラーロード」のライターを務める。ちなみに助手は元黒叉悪隊総長の鮫島仁。
二階堂嶺也（にかいどう れいや）
家出して倒れていたところを鋭基と芦原に救われ、鋭基、信楽、征一と4人で暮らす。鋭基の死後、当時全多摩連合傘下の麗牙死に入り、その時に小鳥遊から「友情の証のペンダント」を譲り受けて三代目所持者となったが、本来の意味を捻じ曲げて「伝説の男の証」、果ては「最強の男の証」の意味をペンダントに植え付けてしまった張本人。のちに初代紅連総長となるが、「最強の男の証」の後継者に桃生河を選んだことで徳丸に恨まれ、殺される。
二階堂華里（にかいどう かり）
鋭基の妹。流音にとっては憧れの存在。兄の死後麗牙死に入り、親衛隊長になる。名前が青酸カリに似ていたことから「毒姫」と呼ばれる。嶺也と結ばれ、輝也を身ごもるが、夫が徳丸に殺されると知ると、徳丸を刺し殺し少年院に入れられる。出所後に輝也を女手ひとつで育て、後に征一と再婚し、次男を産み、兄と同じ名前の鋭基とつける。
小鳥遊征一（たかなし せいいち）
麗牙死の元メンバー。「友情の証のペンダント」の二代目所持者。引退後は妹のルミと共に「ミントタイム」を経営する。しばらく独身だったが出所した華里と結婚する。
信楽修二（しがらき しゅうじ）
麗牙死の元メンバー。「友情の証のペンダント」の初代所持者。引退後は暴力団「鳳凰会」入りし、30歳の若さで若頭補佐となる。流音が高校を卒業すると結婚し、カタギとなり実家の石屋を手伝う。
佐倉弾（さくら だん）
初代紅連副長で、麗牙死副長（のち総長）でもあった。悲劇的結末となった初代紅連の二の舞にならぬよう、室橋に麗牙死が二代目紅連とは関わらぬように告げ、引退する。
徳丸幸二（とくまる こうじ）
初代紅連行動隊長で、元帥総長。南雲克則の兄。「伝説の男の証」を狙っていたが、嶺也がそれを桃生河に譲ったことに激怒し、嶺也を殺害する。更に桃生河から強奪しようとしたが、逆に滅多打ちにされ、ボロボロの状態で帰ろうとしたところを華里に刺殺される。

### アップルズ
的場エリザ（まとば エリザ）
メグと杵島の娘。容姿は母親似だが肌の色は父親同様褐色。馴れ合いを嫌い、ガーディアン（密告屋）として1人で吉祥寺の不良退治をしていたが、林檎とどちらが多く不良を倒せるかという勝負に破れ、アップルズに加わる。
陵林檎（みささぎ りんご）
亨介の娘。父親譲りの陽気な少女。不良を更生させるチーム「アップルズ」を結成する。
信楽都（しがらき みやこ）
信楽と流音の娘。剣道部に所属する。林檎に誘われてアップルズに加わる。
堂門雪孝（どうもん ゆきたか）
堂門と妙美の息子。野球部に所属。周囲からはユキと呼ばれている。林檎に誘われてアップルズに加わる。
加藤月華（かとう げっか）
ルミの娘。母親が所属していたアルテミスを自分たちで復活させようと思案していたが、林檎に強引に誘われてアップルズに加わる。
室橋空（むろはし そら）
室橋としのぶの息子。サッカー部に所属。林檎に誘われてアップルズに加わる。

### その他
堀口みさお（ほりぐち みさお）
的場家のメイド。メグが深夜外出する時は身代わりを務める。父親は的場家御付の運転手。パソコンもかなり詳しい。
後白河聖子（ごしらかわ せいこ）
メグの同級生だが、メグを「没落華族の娘」、祝子を「成金娘」と馬鹿にする。しかし実はメグを尊敬しており、的場家のスキャンダルが番匠屋兄弟によってばら撒かれたとき、必死にメグを擁護していた。
陵亨介（みささぎ きょうすけ）
桃生河と親しい少年。青森県出身で、いつもリンゴを食べている。猿のようにすばしっこい。桃生河から「伝説の男の証」を貰うが、番匠屋兄弟との対決の際にメグに渡す。久美子という彼女がいる。
鈴木真美（すずき まみ）
桃生河の2歳年下の彼女だったが、元帥との抗争が激化すると巻き込まれる恐れがあり、桃生河は彼女に別れを告げた。別れた後に一度襲われかけたが、亨介に助けられた。
竹内阿悠美（たけうち あゆみ）
通称アニー。喫茶店「姿・那・那」の店員。流音、桃生河、堂門、結城たちとは中学時代の同級生で桃生河の初体験の相手。ハイテンションな性格。

## オリジナルビデオ
2001年11月2日にカレス・コミュニケーションズから発売。

### キャスト
- 的場恵美 - 松田純
- 宗方流音 - 我孫子千香
- 乾紗織 - 本橋ハル
- 真砂美 - 八木奈緒子
- 杵島鷹 - 福森智之
- 麗 - 三林千夏
- ミサ - 中島宏海

### スタッフ
- 原作 - 森左智
- 監督 - 広田幹夫
- 脚本 - 林民夫
- 企画・製作 - 奥田真平、海老沢昌洪
- プロデューサー - 松井応仁、黒須功